# IHL 1973/74
Die Saison 1973/74 war die 29. reguläre Saison der International Hockey League. Während der regulären Saison bestritten die neun Teams jeweils 76 Spiele. In den Play-offs setzten sich die Des Moines Capitols durch und gewannen den ersten Turner Cup in ihrer Vereinsgeschichte.

## Teamänderungen
Folgende Änderungen wurden vor Beginn der Saison vorgenommen:
- Die Columbus Golden Seals wurden verkauft und änderten ihren Namen in Columbus Owls.

## Reguläre Saison

### Abschlusstabelle
Abkürzungen: GP = Spiele, W = Siege, L = Niederlagen, T = Unentschieden, OTL = Niederlage nach Overtime, GF = Erzielte Tore, GA = Gegentore, Pts = Punkte
| North Division   | GP | W  | L  | T | GF  | GA  | Pts |
| ---------------- | -- | -- | -- | - | --- | --- | --- |
| Muskegon Mohawks | 76 | 44 | 26 | 6 | 272 | 234 | 94  |
| Saginaw Gears    | 76 | 38 | 34 | 4 | 310 | 282 | 80  |
| Toledo Hornets   | 76 | 33 | 42 | 1 | 260 | 302 | 67  |
| Flint Generals   | 76 | 30 | 43 | 3 | 251 | 288 | 63  |
| Port Huron Wings | 76 | 29 | 44 | 3 | 229 | 268 | 61  |

| South Division      | GP | W  | L  | T | GF  | GA  | Pts |
| ------------------- | -- | -- | -- | - | --- | --- | --- |
| Des Moines Capitols | 76 | 45 | 25 | 6 | 316 | 247 | 96  |
| Columbus Owls       | 76 | 40 | 34 | 2 | 288 | 270 | 82  |
| Dayton Gems         | 76 | 38 | 35 | 3 | 272 | 247 | 79  |
| Fort Wayne Komets   | 76 | 31 | 45 | 0 | 245 | 305 | 62  |

## Turner-Cup-Playoffs
| Turner-Cup-Viertelfinale | Turner-Cup-Viertelfinale | Turner-Cup-Viertelfinale |    |                     | Turner-Cup-Halbfinale | Turner-Cup-Halbfinale | Turner-Cup-Halbfinale |  |  | Turner-Cup-Finale | Turner-Cup-Finale | Turner-Cup-Finale |
|                          |                          |                          |    |                     |                       |                       |                       |  |  |                   |                   |                   |
| S1                       | Des Moines Capitols      |                          |    |                     |                       |                       |                       |  |  |                   |                   |                   |
|                          | Freilos                  |                          |    |                     |                       |                       |                       |  |  |                   |                   |                   |
| S1                       | Des Moines Capitols      | 4                        |    |                     |                       |                       |                       |  |  |                   |                   |                   |
| S1                       | Des Moines Capitols      | 4                        |    |                     |                       |                       |                       |  |  |                   |                   |                   |
|                          | N4                       | Flint Generals           | 0  |                     |                       |                       |                       |  |  |                   |                   |                   |
| N3                       | N4                       | Flint Generals           | 0  | Toledo Hornets      | 1                     |                       |                       |  |  |                   |                   |                   |
| N3                       |                          |                          |    | Toledo Hornets      | 1                     |                       |                       |  |  |                   |                   |                   |
| N4                       | Flint Generals           | 2                        |    |                     |                       |                       |                       |  |  |                   |                   |                   |
| N4                       | Flint Generals           | 2                        | S1 | Des Moines Capitols | 4                     |                       |                       |  |  |                   |                   |                   |
|                          |                          |                          |    | Des Moines Capitols | 4                     |                       |                       |  |  |                   |                   |                   |
|                          | N2                       | Saginaw Gears            | 2  |                     |                       |                       |                       |  |  |                   |                   |                   |
| N1                       | N2                       | Saginaw Gears            | 2  | Muskegon Mohawks    | 0                     |                       |                       |  |  |                   |                   |                   |
| N1                       |                          |                          |    | Muskegon Mohawks    | 0                     |                       |                       |  |  |                   |                   |                   |
| S2                       | Columbus Owls            | 3                        |    |                     |                       |                       |                       |  |  |                   |                   |                   |
| S2                       | Columbus Owls            | 3                        | S2 | Columbus Owls       | 0                     |                       |                       |  |  |                   |                   |                   |
|                          |                          |                          | S2 | Columbus Owls       | 0                     |                       |                       |  |  |                   |                   |                   |
|                          | N2                       | Saginaw Gears            | 3  |                     |                       |                       |                       |  |  |                   |                   |                   |
| N2                       | N2                       | Saginaw Gears            | 3  | Saginaw Gears       | 3                     |                       |                       |  |  |                   |                   |                   |
| N2                       |                          |                          |    | Saginaw Gears       | 3                     |                       |                       |  |  |                   |                   |                   |
| S3                       | Dayton Gems              | 1                        |    |                     |                       |                       |                       |  |  |                   |                   |                   |

## Vergebene Trophäen

### Mannschaftstrophäen
| Auszeichnung                                          | Team                |
| ----------------------------------------------------- | ------------------- |
| Turner Cup Gewinner der IHL-Playoffs                  | Des Moines Capitols |
| Fred A. Huber Trophy Bestes Team der regulären Saison | Des Moines Capitols |

### Individuelle Trophäen
| Auszeichnung                                                       | Spieler       | Team                |
| ------------------------------------------------------------------ | ------------- | ------------------- |
| James Gatschene Memorial Trophy MVP der regulären Saison           | Peter Mara    | Des Moines Capitols |
| Leo P. Lamoureux Memorial Trophy Bester Scorer                     | Peter Mara    | Des Moines Capitols |
| Governor’s Trophy Bester Verteidiger                               | Dave Simpson  | Dayton Gems         |
| James Norris Memorial Trophy Torhüter mit den wenigsten Gegentoren | Bill Hughes   | Muskegon Mohawks    |
| Garry F. Longman Memorial Trophy Bester Rookie                     | Frank DeMarco | Des Moines Capitols |